# 21560 Аналайонс
21560 Аналайонс (1998 QC91, 1976 JJ9, 1993 TP48, 1999 XL199, 21560 Analyons) — астероїд головного поясу, відкритий 28 серпня 1998 року.
Тіссеранів параметр щодо Юпітера — 3,230.